# The World We Live In and Live in Hamburg
The World We Live In and Live in Hamburg — перший відеореліз Depeche Mode, що показує майже весь їх концерт 1984 Some Great Reward Tour, у Гамбурзі, Німеччина на 14 грудня 1984. Воно було направлено на Клайва Річардсона. Назва є грою на ліриці пісні «Blasphemous Rumours / Somebody» (Вона буде слухати мене, коли я хочу говорити про світ в якому ми живемо і життя в цілому …).
Дві пісні, які були проведені під час концерту у Гамбурзі «Puppets» та «Ice Machine» (обидві пісні написані екс-учасником Вінсом Кларком).

## Трек-лист
1. Something to Do
2. If You Want
3. People Are People
4. Somebody
5. Lie to Me
6. Blasphemous Rumours
7. Told You So
8. Master and Servant
9. Photographic
10. Everything Counts
11. Just Can't Get Enough